# Renesansna filozofija
Naziv renesansna filozofija naučnici u oblasti intelektualne istorije koriste za označavanje misaonih ostvarenja o periodu Evropske istorije između 1355. i 1650. godine (datumi se pomeraju idući prema centralnoj i severnoj Evropi i oblastima kao što su Španska Amerika, Indija, Japan, i Kina pod evropskim uticajem). Ona se stoga preklapa s kasnosrednjovekovnom filozofijom, na koju su u četrnaestom i petnaestom veku uticale značajne ličnosti, kao što su Albert Veliki, Toma Akvinski, Vilijam Okamski i Marsilije Padovanski, i ranom modernom filozofijom, koja konvencionalno počinje sa Reneom Dekartom i njegovom publikacijom „Rasprava o metodi” iz 1637. godine
Filozofi obično razdvajaju period s manjom granularnošću, prelazeći iz srednjovekovne u rano modernu filozofiju, pod pretpostavkom da se vekovima nije desio radikalni pomak u perspektivi pre Dekarta. Intelekturalni istoričari, pored ideja, uzimaju u obzir i faktore kao što su izvori, pristupi, publika, jezik i književni žanrovi. Ovaj članak analizira i promene u kontekstu i sadržaju renesansne filozofije i njen izvanredan kontinuitet sa prošlošću.

## Kontinuiteti
Struktura, izvori, metoda i teme filozofije u renesansi imali su mnogo toga zajedničkog sa onim iz prethodnih vekova.

### Struktura filozofije
Nakon otkrića velikog dela aristotelovskih spisa u dvanaestom i trinaestom veku, postalo je jasno da su, pored Aristotelovih zapisa o logici, koji su već bili poznati, postojali i brojni drugi koji su povezani sa prirodnom filozofijom, moralnom filozofijom i metafizikom. Ova područja pružala su strukturu za nastavni plan filozofije univerziteta u nastajanju. Opšta pretpostavka bila je da su najznačajnije grane filozofije one koje su više teorijske i, prema tome, široko primenljive. Tokom renesanse mnogi su mislioci to smatrali glavnim filozofskim oblastima, pri čemu je logika pružala obuku uma da se približi ostalim oblastima.

### Izvori filozofije
Sličan kontinuitet može se primetiti i u slučaju izvora. Iako Aristotel nikada nije bio nesporni autoritet (on je češće bio odskočna daska za raspravu, i njegova mišljenja su se često diskutovala uz gledišta drugih ili učenje Svetoga pisma), srednjovekovna predavanja iz fizike sastojala su se od čitanja Aristotelove „Fizike”, lekcije iz moralne filozofije sastojale su se od ispitivanja njegove Nikomahove etike (a često i njegove „Politike”), a metafizici se pristupalo kroz njegovu „Metafiziku”. Pretpostavka da su Aristotelova dela bila od fundamentalnog značaja za razumevanje filozofije nije nestala tokom renesanse, tokom koje je došlo do procvata novih prevoda, komentara i drugih interpretacija njegovih dela, kako na latinskom tako i na vernakularnom jeziku.
U pogledu metode, filozofija se tokom kasnog srednjeg veka smatrala predmetom koji je zahtevao robusno istraživanje od strane ljudi obučenih u tehničkom rečniku teme. Filozofskim tekstovima i problemima obično se pristupalo kroz univerzitetska predavanja i 'pitanja'. Potonja su, na neki način slična modernim raspravama, i ispitivala su prednosti i nedostatke određenih filozofskih stavova ili interpretacija. Filozofski tekstovi su bili jedan od kamena temeljaca 'skolastičke metode', kojim su studenti obučavani da brzo i efektivno postavljaju ili odgovaraju na pitanja, što je zahtevalo dubinsko upoznavanje sa svima poznatim filozofskim tradicijama, na šta su često pozivali za podršku ili protivljenje određenim argumentima. Ovaj stil filozofije i dalje je imao široku podršku u renesansi. Na primer, „Disputacije” filozofa Piko Dela Mirandole direktno su zavisile od ove tradicije, koja se uopšte nije ograničavala na univerzitetske predavaonice.

### Teme u filozofiji
S obzirom na izvanredan raspon Aristotelove filozofije, bilo je moguće diskutovati o širokom rasponu problema u srednjovekovnoj i renesansnoj filozofiji. Aristotel je direktno tretirao probleme poput putanja projektila, navika životinja, načina sticanja saznanja, slobode volje, kako je vrlina povezana sa srećom, odnosom lunarnog i sublunarnog sveta. Indirektno je podstakao raspravu o dve tačke koje su posebno interesovale hrišćane: besmrtnost duše i večnost sveta. Sve ovo i dalje je bilo od značaja za renesansne mislioce, ali se pokazalo da su u nekim slučajevima ponuđena rešenja bila bitno drugačija zbog promene kulturnog i verskog pejzaža.

## Literatura
- Copenhaver, Brian P., & Schmitt, Charles B., "Renaissance Philosophy", New York: Oxford University Press, 1992.
- Hankins, James, (ed.), "The Cambridge Companion to Renaissance Philosophy," Cambridge: Cambridge University Press, 2007.
- Riedl, John O., "A Catalogue of Renaissance Philosophers (1350–1650)", Milwaukee: Marquette University Press, 1940.
- Schmitt, Charles B., Skinner, Quentin (eds.), "The Cambridge History of Renaissance Philosophy," Cambridge: Cambridge University Press, 1988.
- Abel, Christopher R.; Hare, William O. (1997). Hermes Trismegistus: An Investigation of the Origin of the Hermetic Writings. Sequim: Holmes Publishing Group.
- Anonymous (2002). Meditations on the Tarot: A Journey into Christian Hermeticism. New York: Jeremy P. Tarcher/Penguin.
- Bull, Christian H. (2018). The Tradition of Hermes Trismegistus: The Egyptian Priestly Figure as a Teacher of Hellenized Wisdom. Brill. ISBN 978-90-04-37084-5.
- Churton, Tobias. (2002). The Golden Builders: Alchemists, Rosicrucians, and the First Freemasons. New York: Barnes and Noble..
- Copenhaver, Brian P. (1992). Hermetica: The Greek Corpus Hermeticum and the Latin Asclepius in a new English translation, with notes and introduction (1st изд.). Cambridge: Cambridge University Press. ISBN 0-521-42543-3.
- Ebeling, Florian (2007) [2005]. The Secret History of Hermes Trismegistus: Hermeticism from Ancient to Modern Times. Translated by David Lorton. Cornell University Press. ISBN 978-0-8014-4546-0.
- Fowden, Garth (1986). The Egyptian Hermes: A Historical Approach to the Late Pagan Mind. Cambridge University Press. ISBN 978-0-521-32583-7.
- Garstin, E.J. Langford (2004). Theurgy or The Hermetic Practice. Berwick: Ibis Press.. Published Posthumously
- Hanegraaff, Wouter J. Esotericism and the Academy: Rejected Knowledge in Western Culture. Cambridge University Press.. Reprint 2014.
- Hanegraaff, Wouter J. Western Esotericism: A Guide for the Perplexed. Bloomsbury Academic.2013.
- Heiser, James D. (2011). Prisci Theologi and the Hermetic Reformation in the Fifteenth Century. Texas: Repristination Press. ISBN 978-1-4610-9382-4.
- Hoeller, Stephan A. On the Trail of the Winged God: Hermes and Hermeticism Throughout the Ages. Gnosis: A Journal of Western Inner Traditions.(Vol. 40, Summer 1996). Also at „Hermes and Hermeticism”. Gnosis.org. Архивирано из оригинала 26. 11. 2009. г. Приступљено 09. 11. 2009.
- Morais, Lui (2013). Alchimia seu Archimagisterium Solis in V libris. Rio de Janeiro: Quártica Premium.
- Powell, Robert A. (1991). Christian Hermetic Astrology: The Star of the Magi and the Life of Christ. Hudson: Anthroposohic Press.
- Regardie, Israel (1940). The Golden Dawn. St. Paul: Llewellyn Publications.
- Salaman, Clement; Van Oyen; Wharton, William D.; Mahé, Jean-Pierre (2000). The Way of Hermes: New Translations of The Corpus Hermeticum and The Definitions of Hermes Trismegistus to Asclepius. Rochester: Inner Traditions. Пронађени су сувишни параметри: |author3= и |last3= (помоћ)
- Scully, Nicki (2003). Alchemical Healing: A Guide to Spiritual, Physical, and Transformational Medicine. Rochester: Bear & Company.
- Tambiah, Stanley Jeyaraja (1990). Magic, Science, Religion, and the Scope of Rationality. Cambridge: Cambridge University Press.
- Van Bladel, Kevin (2009). The Arabic Hermes: From Pagan Sage to Prophet of Science. Oxford University Press. ISBN 978-0-19-537613-5.
- Yates, Frances (1964). Giordano Bruno and the Hermetic Tradition. University of Chicago Press. ISBN 0-226-95007-7.
- Bolgar, R. R. (1964). The Classical Heritage and Its Beneficiaries: from the Carolingian Age to the End of the Renaissance.. Cambridge, 1954.
- Cassirer, Ernst. Individual and Cosmos in Renaissance Philosophy. Harper and Row, 1963.
- Cassirer, Ernst (Editor), Paul Oskar Kristeller (Editor), John Herman Randall (Editor). (1969). The Renaissance Philosophy of Man. University of Chicago Press..
- Cassirer, Ernst. (1953). Platonic Renaissance in England.. Gordian, 1970.
- Celenza, Christopher S (05. 12. 2005). The Lost Italian Renaissance: Humanism, Historians, and Latin's Legacy. Baltimore: Johns Hopkins University Press. ISBN 978-0-8018-8384-2.. 2004
- Celenza, Christopher S. (2017). Petrarch: Everywhere a Wanderer. London: Reaktion.
- Celenza, Christopher S. (2018). The Intellectual World of the Italian Renaissance: Language, Philosophy, and the Search for Meaning. New York and Cambridge: Cambridge University Press.
- Erasmus, Desiderius. "The Epicurean." In Colloquies.
- Garin, Eugenio. (1969). Science and Civic Life in the Italian Renaissance. New York: Doubleday..
- Garin, Eugenio. (1966). Italian Humanism: Philosophy and Civic Life in the Renaissance.. Basil Blackwell, 1965.
- Garin, Eugenio. History of Italian Philosophy. ISBN 978-90-420-2321-5.. (2 vols.) Amsterdam/New York: Rodopi, 2008.
- Grafton, Anthony (25. 10. 2004). Bring Out Your Dead: The Past as Revelation. Harvard University Press. ISBN 0-674-01597-5.. 2004
- Grafton, Anthony. (2009). Worlds Made By Words: Scholarship and Community in the Modern West. Harvard University Press. ISBN 0-674-03257-8.. 2009
- Hale, John (1981). A Concise Encyclopaedia of the Italian Renaissance. Oxford University Press. ISBN 0-500-23333-0.. 1981, .
- Kallendorf, Craig W,itor., ур. (2002). Humanist Educational Treatises. Cambridge, Massachusetts: The I Tatti Renaissance Library..
- Kraye, Jill (Editor). (1996). The Cambridge Companion to Renaissance Humanism. Cambridge University Press..
- Kristeller, Paul Oskar (1979). Renaissance Thought and Its Sources. Columbia University Press. ISBN 978-0-231-04513-1..
- Pico della Mirandola, Giovanni (1969). „Oration on the Dignity of Man”.  Ур.: Cassirer, Kristeller, and Randall, eds. Renaissance Philosophy of Man. University of Chicago Press..
- Skinner, Quentin. Renaissance Virtues: Visions of Politics: Volume II. Cambridge University Press.. [2002] 2007.
- McManus, Stuart M. "Byzantines in the Florentine Polis: Ideology, Statecraft, and Ritual during the Council of Florence." Journal of the Oxford University History Society, 6 (Michaelmas 2008/Hilary 2009).
- Melchert, Norman (2002). The Great Conversation: A Historical Introduction to Philosophy. McGraw Hill. ISBN 978-0-19-517510-3.
- Nauert, Charles Garfield. Humanism and the Culture of Renaissance Europe (New Approaches to European History). Cambridge University Press.. 2006.
- Plumb, J. H. ed. (2001). The Italian Renaissance. ISBN 0-618-12738-0.. 1961, American Heritage, New York,  (page refs from 1978 UK Penguin edn).
- Rossellini, Roberto. The Age of the Medici: Part 1, Cosimo de' Medici; Part 2, Alberti 1973.  (Film Series). Criterion Collection.
- Symonds, John Addington.The Renaissance in Italy. Seven Volumes. 1875–1886.
- Trinkaus, Charles (1973). „Renaissance Idea of the Dignity of Man”.  Ур.: Wiener, Philip P. Dictionary of the History of Ideas. ISBN 978-0-684-13293-8. Приступљено 02. 12. 2009.
- Trinkaus, Charles. (1983). The Scope of Renaissance Humanism. Ann Arbor: University of Michigan Press..
- Wind, Edgar. Pagan Mysteries in the Renaissance. New York: W.W. Norton, 1969.
- Witt, Ronald. "In the footsteps of the ancients: the origins of humanism from Lovato to Bruni." Leiden: Brill Publishers, 2000
- „Six Tuscan Poets, Giorgio Vasari”. collections.artsmia.org. Minneapolis, Minnesota: Minneapolis Institute of Art. 2023. Архивирано из оригинала 17. 6. 2023. г. Приступљено 28. 8. 2023.
- McGrath, Alister (2011). Christian Theology: An Introduction (5th изд.). Oxford: Wiley-Blackwell. стр. 30. ISBN 978-1-4443-3514-9.
- Kohl, Benjamin G. (1992). „The Changing Concept of the "Studia Humanitatis" in the Early Renaissance”. Renaissance Studies. 6 (2): 185—209. ISSN 0269-1213. doi:10.1111/1477-4658.t01-1-00116.

## Spoljašnje veze
- Renesansna filozofija на веб-сајту PhilPapers
- Soldato, Eva Del. „Natural Philosophy in the Renaissance”.  Ур.: Zalta, Edward N. Stanford Encyclopedia of Philosophy.
- „Renaissance philosophy”. Internet Encyclopedia of Philosophy.